# L'apprendista (Paul Bajoria)
L'apprendista (The Printer's Devil) è il primo dei due libri sulla storia dei gemelli Mog e Nick, scritto da Paul Bajoria e pubblicato in Italia da Fabbri Editori.
Del volume hanno scritto che "Paul Bajoria, sulla cresta dell'onda in Inghilterra con questo romanzo, ... padroneggia con sicurezza un intreccio di destini e di eventi, appassionando il lettore con una narrazione serrata".

## Trama
Mog Winter è un ragazzo di 12 anni, orfano, vive a Londra come apprendista del tipografo Cramplock. Un giorno scopre su un manifesto un ricercato dalla doppia identità. Incuriosito dal fatto segue il filo del mistero che lo porta ai docks di Londra, sulle tracce di una scultura di bronzo contenente una strana polvere bianca. Mog insieme all'amico e fratello Nick, indaga trovando messaggi minatori frammenti di lettere, serpenti, statue esotiche e passaggi segreti, alla ricerca della verità.

## Edizioni
- Paul Bajoria, L'apprendista, traduzione di M. C. Scotto di Santillo, collana Narrativa, Fabbri, 2005,  p. 387.